# FAMAE SG 543-1
El FAMAE SG 543-1M es un fusil de asalto de calibre 5,56 mm. Se trata de la versión chilena del SIG SG 550 que fue desarrollado por Famae en cooperación con la fábrica suiza Swiss Arms, surgió a partir de la línea fusiles suizos SIG SG 540.

## Características
Fusil correspondiente a la familia de fusiles suizos SG 540, siendo este el más destacado de la familia de fusiles. El SG 543-1, al igual que muchos fusiles de asalto como la M4A1, es una carabina que incorpora riel Picatinny, el cual permite la incorporación de accesorios, como por ejemplo: mira holográfica o mira de visión nocturna y/o lanzagranadas. 
El modelo es una versión chilena de los fusiles suizos SIG SG 540. Sus principales mejoras consisten en el uso de polímeros de alta resistencia desarrollados en Chile y un sistema de disparo de mayor precisión. Posee una mayor resistencia a golpes y condiciones extremas, además de un significativo menor peso en comparación a modelos de la misma familia. 

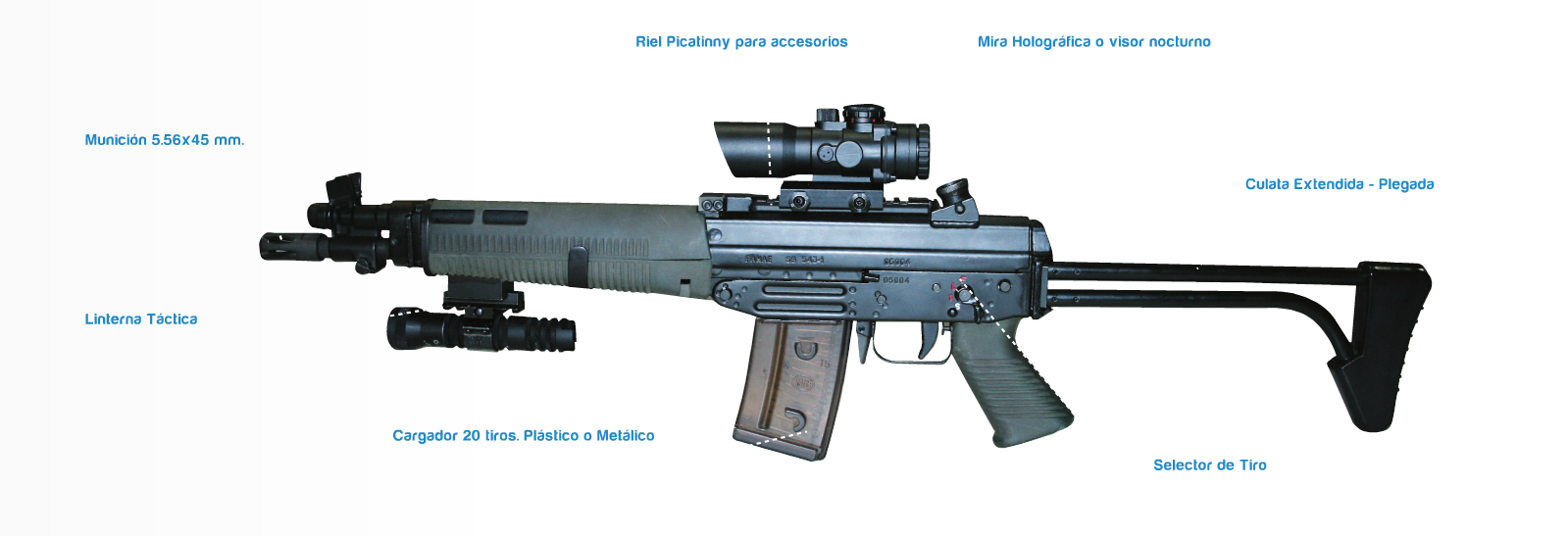
Antigua versión del fusil SG 543-1 en el también antiguo catálogo de FAMAE.